# Jules Valton
Henri Jules Valton (Courson-les-Carrières, Yonne, 11 de maig de 1867 - ?) va ser un regatista francès que va competir a cavall del segle xix i el segle xx. El 1900 va prendre part en els Jocs Olímpics de París on participà en diferents proves del programa de vela. Guanyà la medalla de plata en la 1a cursa de la modalitat de ½ a 1 tona, junt a Jean Le Bret, Félix Marcotte i William Martin i Jacques Baudrier.